# Bruno Flierl
Bruno Flierl (* 2. Februar 1927 in Bunzlau, Provinz Niederschlesien; † 17. Juli 2023 in Berlin) war ein deutscher Architekt, Architekturkritiker und Publizist. Flierl galt als der Experte für die Architektur und den Städtebau der DDR. Er hat sich in der Debatte um den Wiederaufbau des Berliner Stadtschlosses für den Erhalt des Palastes der Republik ausgesprochen. Des Weiteren hat er die Gestaltungsvorgaben für den Pariser Platz ausgearbeitet.

## Leben
Bruno Flierl nahm am Zweiten Weltkrieg teil und war bis 1947 in französischer Kriegsgefangenschaft. 1948 begann er ein Studium der Architektur an der Hochschule für bildende Künste in Berlin-Charlottenburg. Flierl war zu dieser Zeit ein überzeugter Kommunist und siedelte 1950 nach Ost-Berlin in die Deutsche Demokratische Republik (DDR) über. Von 1952 bis 1961 war er als wissenschaftlicher Mitarbeiter an der Deutschen Bauakademie tätig. 1953 erhielt Flierl das Diplom an der Hochschule für Architektur Weimar. Von 1962 bis 1964 war er Chefredakteur bei der Zeitschrift Deutsche Architektur. Da die Zeitschrift auch versuchte, kritische Artikel über den Städtebau in der DDR zu veröffentlichen, geriet Flierl in Konflikt mit der SED, in der er seit 1954 Mitglied war.
Von 1964 bis 1965 war Flierl beim Chefarchitekten von Ost-Berlin tätig. Anschließend übernahm er die bis 1979 Leitung der Gruppe für Theorie des Institutes Städtebau und Architektur an der Bauakademie der DDR. 1972 promovierte er dort zum Dr. Ing. Von 1975 bis 1982 war Flierl Vorsitzender der Zentralen Arbeitsgruppe Architektur und bildende Kunst beim Bund der Architekten der DDR (BdA/DDR) und beim Verband Bildender Künstler der DDR (VBK). 1974 bis 1979 war er zudem Gastdozent an der Humboldt-Universität zu Berlin. Im Jahre 1984 wurde er aus gesundheitlichen Gründen emeritiert. Flierl war Mitglied des Redaktionskollegiums der form+zweck – Zeitschrift für industrielle Formgestaltung.
Von 2001 bis 2004 war er in der Internationalen Expertenkommission Historische Mitte Berlin. Flierl war der Einzige in dieser Kommission, der gegen die historische Rekonstruktion des Berliner Stadtschlosses stimmte. Flierl publizierte u. a. in der Zeitung Neues Deutschland.
Sein Sohn Thomas Flierl war Berliner Senator für Wissenschaft, Forschung und Kultur.
Bruno Flierl starb am 17. Juli 2023 im Alter von 96 Jahren in Berlin, wo er zuletzt in einem Pflegeheim gelebt hatte.

## Positionen
Flierl hat in zahlreichen Aufsätzen und Veröffentlichungen das Verschwinden von Bauten, die in der DDR entstanden sind, beklagt. Häufig wurde er in Diskussionen als Gegenpart von Hans Stimmann eingeladen. Hans Stimmann gilt als Anhänger historischer Rekonstruktionen.
Insbesondere die Themen Architektur der nationalen Traditionen, Karl-Marx-Allee, Hermann Henselmann und die Erstellung der sozialistischen Stadtkrone für Berlin, die später in Gestalt des Berliner Fernsehturms verwirklicht wurde, gehören zu den Themenschwerpunkten seiner Veröffentlichungen.
Flierl setzte sich in der Debatte um den Abriss des Palasts der Republik für dessen Erhaltung ein. Als einziges Mitglied der Expertenkommission Historische Mitte votierte er gegen den Schlossneubau. „Der Palast der Republik sei nicht nur ein bedeutender Bestandteil der Architekturgeschichte der DDR, sondern stelle auch eine Weiterentwicklung des Volkshauses Karl Friedrich Schinkels dar.“ Die Wettbewerbsentscheidung des Bundes, den Entwurf von Franco Stella auszuwählen, begrüßte Flierl aber als guten Kompromiss. Flierl unterstützte zudem die Idee des Wettbewerbsteilnehmers Hans Kollhoff, einen ergänzenden Anbau an der Ostseite der Fassade vorzunehmen, der eine Kellernutzung möglich machen würde.

## Veröffentlichungen
- Industriegesellschaftstheorie im Städtebau – Zur Kritik der bürgerlichen Ideologie. Akademie Verlag, Berlin 1973.
- Städtebau und Städteplanung im Kapitalismus. Institut für marxistische Studien und Forschungen, Frankfurt am Main 1976.
- Architektur und Kunst. Texte 1964–1983. Verlag der Kunst, Dresden 1984 (Fundus-Reihe 91/92).
- Gebaute DDR – Über Stadtplaner, Architekten und die Macht. Verlag für Bauwesen Berlin, Berlin 1998, ISBN 3-345-00655-3.
- Berlin baut um – Wessen wird die Stadt. Verlag für Bauwesen Berlin, Berlin 1998, ISBN 3-345-00654-5.
- Hundert Jahre Hochhäuser – Hochhaus und Stadt im 20. Jahrhundert. Verlag für Bauwesen Berlin, Berlin 2000, ISBN 3-345-00677-4.
- Schloss – Palast der Republik – Humboldt-Forum: Mitte Spreeinsel in Berlin – ein Ort historischer Brüche., Berlin 2009, ISBN 3-320-02203-2.
- Berlin plant: Plädoyer für ein Planwerk Innenstadt Berlin 2.0. Verlag Theater der Zeit, Mai 2010, ISBN 3-940737-74-7.
- Berlin – Die neue Mitte: Architektur und Städtebau seit 1990. Verlag Theater der Zeit, Mai 2010, ISBN 3-940737-75-5.
- Architekturführer New York. Manhattan, Berlin 2014, ISBN 978-3-86922-158-8.
- Selbstbehauptung. Leben in drei Gesellschaften. Verlag Theater der Zeit, Berlin 2015, ISBN 978-3-95749-024-7.
- Der Bau. Die Stadt. Der Mensch. Frank Schumann im Gespräch mit dem Berliner Architekturwissenschaftler. Das Neue Berlin, Berlin 2017, ISBN 978-3-360-01881-6.
- Architekturtheorie und Architekturkritik. Texte aus sechs Jahrzehnten, Berlin 2017, ISBN 978-3-86922-585-2.
- Kritisch Denken für Architektur und Gesellschaft. Arbeitsbiografie und Werkdokumentation 1948–2006, REGIO doc, Band 4. Leibniz-Institut für Regionalentwicklung und Strukturplanung, Erkner 2007, ISBN 3-86068-330-6. (Erweiterte Neuauflage von 2017 s. Weblinks)
- Haus.Stadt.Mensch. Über Architektur und Gesellschaft. Gespräche mit Frank Schumann. Das Neue Berlin, Berlin 2019, ISBN 978-3-360-01343-9.

## Auszeichnung
- 2008 Stadtältester von Berlin